# 卡薩諾戰役 (1705年)
卡薩諾戰役（法語：Bataille de Cassano）發生於1705年8月16日，是西班牙王位繼承戰爭中的一場戰役。這場戰役由旺多姆公爵指揮的法軍與由歐根親王領導的帝國軍隊交戰。
1703年10月，薩伏依公國拒絕與法國簽訂條約，加入了大同盟。1705年8月，法國人佔領了薩伏依的大部分地區，除了首都都靈。隨著薩沃伊瀕臨失敗，帝國將軍歐根親王試圖通過卡薩諾渡過阿達河來緩解都靈的壓力，並威脅米蘭，但最終失敗。

## 註腳
1. 1 2  Nolan 2008，第72頁.
2. ↑  Clodfelter 2017，第70頁.
3. 1 2  De Périni 1896，第151頁.